# Cuando la ciudad duerme
Cuando la ciudad duerme es una película sueca dirigida por Lars Eric Kjellgren basada en una novela de Per Anders Fogelström  a partir de una idea de Ingmar Bergman, que se estrenó el 8 de septiembre de 1950.

## Reparto
- Sven-Eric Gamble (Jompa)
- Märta Dorff (madre de Iris)
- Elof Ahrle, director de Lind Bilservice
- Ulf Palme (Kalle Lund)
- Hilding Gavle
- Barbro Hiort af Ornäs (Rut)
- Rolf Bergström (Gunnar)
- Ilse-Nore Tromm (madre de Jompa)
- Ulla Smidje (Asta)
- Alf ÖStlund (Andersson)
- Hans Sundberg (Knatten)
- Lennar Lundh (Slampen)
- Arne Ragneborn (Sune)
- Hans Dahlberg (Lång-Sam)
- Åke Hylén (Pekå)
- Ebba Flygare
- Carl Ström
- Mona Geijer-Falkner
- Börje Mellvig
- Olav Riégo
- Arthur Fischer
- Harriet Andersson
- Henrik Shildt
- Julius Jacobsen
- Gunnar Hellström

- Datos: Q2729420